# 母 (曲)
「母」（はは）は、氷川きよしの36枚目のシングル。2020年2月4日に日本コロムビアから発売された。当初はA-Cタイプのみの販売であったが、2020年7月14日には、D-Fタイプも発売されている。

## 収録曲

### Aタイプ
出典→
1. 母　[6:09]
  - 作詩 : なかにし礼／作曲 : 杉本眞人／編曲 : 若草恵
2. いつか会えますように　[4:07]
  - 作詞・作曲・編曲 : Minnie P.
3. 母 (オリジナル・カラオケ)　[6:09]
4. いつか会えますように (オリジナル・カラオケ)　[4:07]
5. 母 (半音下げオリジナル・カラオケ)　[6:09]
6. いつか会えますように (半音下げオリジナル・カラオケ)　[4:07]
7. 母 (1.5コーラスオリジナル・カラオケ)　[3:56]
8. いつか会えますように (1.5コーラスオリジナル・カラオケ)　[2:46]
9. 母 (半音下げ1.5コーラスオリジナル・カラオケ)　[3:53]

### Bタイプ
出典→
1. 母　[6:09]
  - 作詩 : なかにし礼／作曲 : 杉本眞人／編曲 : 若草恵
2. 東京ヨイトコ音頭2020　[5:01]
  - 作詩 : かず翼／作曲 : 桧原さとし／編曲 : 矢田部正
3. 母 (オリジナル・カラオケ)　[6:09]
4. 東京ヨイトコ音頭2020 (オリジナル・カラオケ)　[5:01]
5. 母 (半音下げオリジナル・カラオケ)　[6:09]
6. 東京ヨイトコ音頭2020 (半音下げオリジナル・カラオケ)　[5:01]
7. 母 (1.5コーラスオリジナル・カラオケ)　[3:56]
8. 東京ヨイトコ音頭2020 (2コーラスオリジナル・カラオケ)　[2:43]
9. 母 (半音下げ1.5コーラスオリジナル・カラオケ)　[3:53]

### Cタイプ
出典→
1. 母　[6:09]
  - 作詩 : なかにし礼／作曲 : 杉本眞人／編曲 : 若草恵
2. おもいで酒場　[4:24]
  - 作詩 : 久仁京介／作曲 : 四方章人／編曲 : 石倉重信
3. 母 (オリジナル・カラオケ)　[6:09]
4. おもいで酒場 (オリジナル・カラオケ)　[4:24]
5. 母 (半音下げオリジナル・カラオケ)　[6:09]
6. おもいで酒場 (半音下げオリジナル・カラオケ)　[4:24]
7. 母 (1.5コーラスオリジナル・カラオケ)　[3:56]
8. おもいで酒場 (2コーラスオリジナル・カラオケ)　[3:01]
9. 母 (半音下げ1.5コーラスオリジナル・カラオケ)　[3:53]

### Dタイプ
出典→
1. 母　[6:09]
  - 作詩 : なかにし礼／作曲 : 杉本眞人／編曲 : 若草恵
2. 黄金岬(おうごんみさき)　[4:47]
  - 作詩 : かず翼／作曲 : 弦哲也／編曲 : 石倉重信
3. 母(ピアノ・バージョン)　[5:44]
  - 作詩 : なかにし礼／作曲 : 杉本眞人／編曲 : 佐藤準
4. 母 (オリジナル・カラオケ)　[6:09]
5. 黄金岬 (オリジナル・カラオケ)　[4:47]
6. 母 (半音下げオリジナル・カラオケ)　[6:09]
7. 黄金岬 (半音下げオリジナル・カラオケ)　[4:47]
8. 母 (1.5コーラスオリジナル・カラオケ)　[3:56]
9. 黄金岬 (2コーラスオリジナル・カラオケ)　[3:22]
10. 母 (半音下げ1.5コーラスオリジナル・カラオケ)　[3:53]

### Eタイプ
出典→
1. 母　[6:09]
  - 作詩 : なかにし礼／作曲 : 杉本眞人／編曲 : 若草恵
2. 笑おうじゃないか　[3:53]
  - 作詩 : 原文彦／作曲 : 岡千秋／編曲 : 丸山雅仁
3. 母(ピアノ・バージョン)　[5:44]
  - 作詩 : なかにし礼／作曲 : 杉本眞人／編曲 : 佐藤準
4. 母 (オリジナル・カラオケ)　[6:09]
5. 笑おうじゃないか (オリジナル・カラオケ)　[3:53]
6. 母 (半音下げオリジナル・カラオケ)　[6:09]
7. 笑おうじゃないか (半音下げオリジナル・カラオケ)　[3:53]
8. 母 (1.5コーラスオリジナル・カラオケ)　[3:56]
9. 笑おうじゃないか (2コーラスオリジナル・カラオケ)　[2:45]
10. 母 (半音下げ1.5コーラスオリジナル・カラオケ)　[3:53]

### Fタイプ
出典→
1. 母　[6:09]
  - 作詩 : なかにし礼／作曲 : 杉本眞人／編曲 : 若草恵
2. 見送り駅　[4:57]
  - 作詩・作曲 : 永井龍雲／編曲 : ツルノリヒロ
3. 母(ピアノ・バージョン)　[5:44]
  - 作詩 : なかにし礼／作曲 : 杉本眞人／編曲 : 佐藤準
4. 母 (オリジナル・カラオケ)　[6:09]
5. 見送り駅 (オリジナル・カラオケ)　[4:56]
6. 母 (半音下げオリジナル・カラオケ)　[6:09]
7. 見送り駅 (半音下げオリジナル・カラオケ)　[4:57]
8. 母 (1.5コーラスオリジナル・カラオケ)　[3:56]
9. 見送り駅 (2コーラスオリジナル・カラオケ)　[3:21]
10. 母 (半音下げ1.5コーラスオリジナル・カラオケ)[3:53]

## 収録アルバム
- 生々流転